# Patricio Elizalde
Raúl Chapa Elizalde  (Monterrey, Nuevo León; 6 de octubre de 1975), más conocido como Pato Machete, es un rapero, cantante y compositor mexicano, conocido por ser exmiembro del grupo de hip hop mexicano Control Machete.

## Historia
Raúl Chapa Elizalde más conocido como "Pato Machete" nació el 6 de octubre de 1975. A los 12 años de edad comenzó a tomar clases de bajo eléctrico. Posteriormente, formó una pequeña banda con sus compañeros de clase para una Obra de Teatro escolar. Su constante curiosidad hacia la música lo llevó a descubrir instrumentos tales como la batería, guitarra y flauta —desde un inicio deseó ser baterista—, sin embargo, la influencia artística de su madre lo llevó a tomar el micrófono y lanzarse a cantar.
En sus inicios como músico formó parte de la banda Pasto, participando como vocalista al lado de Gil Cerezo (actual vocalista de Kinky).

## Carrera musical

### Control Machete
Inició su carrera formal dentro del género rap a principios de los años 90 con Control Machete, legendario grupo de rap mexicano. Al terminar su participación en la banda, se mantuvo vigente dentro de la esfera musical mexicana. Tuvo participación con Resorte, banda con la que grabó un disco (Rebota (F = KX)) y un cover para el disco tributo a Hombres G. Actualmente, mantiene su proyecto como solista Pato Machete dentro del género rap.

## Discografía como solista, “Pato Machete"
"33" (2012)
01- Soy
02- Trinches (Ft. Rocko Pachukote, Pkz, Fdfx & DJ Ventura)
03- Plata o Plomo (Ft. Eugenia León)
04- Desde el Piso (Ft. Luis E. Fara & Boscop)
05- Es Así (Ft. Ely Guerra)
06- Sultana (Ft. Pris, M. Viejo & Arthur A.)
07 -Ayeres (Ft. El Chicharo)
08- Papá Pato (Ft. Pris, M. Viejo & Reptil)
09- Gota a Gota (Ft. Gil Cerezo)
10- ¿Porqué (Ft. Inspector, Pkz & Fdfx)
11- Dulce Vida (Ft. Monz Sonoro)
12- Consuelo (Ft. Tony Hernández)
13- Pasadas (Ft. Capricornio Man)
14- Alma (Bonus Track)
| "Contrabanda" (2008) |                 |
| 1.                   | Vamos Viceversa |
| 2.                   | Rancho          |
| 3.                   | Noches          |
| 4.                   | Palm 1          |
| 5.                   | Amigo           |
| 6.                   | Señor Matanza   |
| 7.                   | Palm 2          |
| 8.                   | Mujer           |
| 9.                   | Encuentros      |
| 10.                  | Palm 3          |
| 11.                  | Cuadrante       |
| 12.                  | Igualmente      |
| 13.                  | Palm 4          |

## Discografía en Control Machete
| "Uno, dos: Bandera" (2003) |                    |
| 1.                         | Bandera            |
| 2.                         | Bien, bien         |
| 3.                         | Como ves           |
| 4.                         | Paciencia          |
| 5.                         | Toda la casa       |
| 6.                         | Nostalgia          |
| 7.                         | En el camino       |
| 8.                         | El apostador       |
| 9.                         | De                 |
| 10.                        | Ahora              |
| 11.                        | Nociones (En Alta) |
| 12.                        | Verbos             |

| "Artillería Pesada" (1999) |                                     |
| 1.                         | Artillería Pesada                   |
| 2.                         | Sí, Señor                           |
| 3.                         | Presente                            |
| 4.                         | Unísono                             |
| 5.                         | Instancias                          |
| 6.                         | Ileso                               |
| 7.                         | Desde la tierra (El tercer planeta) |
| 8.                         | Esperanza                           |
| 9.                         | Danzón                              |
| 10.                        | Grita                               |
| 11.                        | La Artillera                        |

| "Mucho Barato" (1997) |                            |
| 1.                    | Comprendes Mendes          |
| 2.                    | ¿Te aprovechas del límite? |
| 3.                    | Así son mis días           |
| 4.                    | Humanos Mexicanos          |
| 5.                    | Grin-Gosano                |
| 6.                    | Cheve                      |
| 7.                    | Justo'n                    |
| 8.                    | Andamos Armados            |
| 9.                    | Control Machete            |
| 10.                   | Mexican Curios             |
| 11.                   | La Lupita                  |
| 12.                   | El Son Divo                |